# Otto Broneske
Otto Broneske (* 9. November 1899 in Neu-Elft bei Arzys, Bessarabien, Russisches Kaiserreich; † 28. Juli 1989 in Stuttgart) war ein Buchautor, der seit den 1930er Jahren für die Volksgruppe der Bessarabiendeutschen tätig war. Von 1953 bis 1976 war er Bundesvorsitzender der Landsmannschaft der Bessarabiendeutschen.

## Leben
Otto Broneske wurde als 13. Kind einer bessarabiendeutschen Bauernfamilie geboren. Er lebte mit seinen Eltern im Dorf Neu-Elft in Bessarabien, das zu jener Zeit zum russischen Zarenreich gehörte. Das Dorf wurde 1825 von deutschen Auswanderern gegründet. 1940 hatte es etwa 1.000 deutschstämmige Bewohner.
Nach der Volksschule in Neu-Elft besuchte Broneske das Knabengymnasium in Tarutino. Nach bestandenem Abitur studierte er an der Eberhard Karls Universität Tübingen. Dort schloss er sich dem Verein Deutscher Studierender Kolonisten an. An der Albert-Ludwigs-Universität Freiburg wurde er 1924 zum Doktor der Staats- und Wirtschaftswissenschaften  promoviert.

### Rumänien
Nach Bessarabien zurückgekehrt, diente Broneske in der rumänischen Armee. Danach betätigte er sich als Redakteur der Deutschen Zeitung Bessarabiens mit Leitartikeln zu volkswirtschaftlichen Themen, die die bessarabiendeutsche Minderheit in Rumänien betrafen. Im Alter von 27 Jahren wurde er Direktor des Deutschen Wirtschaftsverbandes in Bessarabien. Dabei handelte es sich um einen Dachverband zahlreicher Genossenschaften. Broneske heiratete in Bessarabien Klara Bierweg aus Tarutino. Das Ehepaar hatte drei Töchter, die zwischen 1940 und 1944 geboren wurden.
1936 wurde Otto Broneske zum Vorsitzenden des Volksrates der Bessarabiendeutschen gewählt. Später wurde die Einrichtung aufgrund des aus Deutschland kommenden Nationalsozialismus in Deutscher Gaurat für Bessarabien umbenannt. Broneske als Vorsitzender wurde Gauobmann bzw. Gauleiter. In der Erneuerungsbewegung wandte er sich gegen die Rumänisierungsbestrebungen im Schulwesen. Rumänien hatte nach dem Anschluss von Bessarabien 1918 die von den bessarabiendeutschen Siedlern eingerichteten Kirchenschulen verstaatlicht und ersetzte die deutschen Lehrer zunehmend durch rumänische.
In seiner amtlichen Funktion begab sich Broneske bei der sowjetischen Besetzung von Bessarabien im Sommer 1940 in die Kreisstadt Akkermán, um die einrückende Rote Armee zu begrüßen.

### Umsiedlung
Bei der Umsiedlung der Bessarabiendeutschen ins Deutsche Reich im Herbst 1940 war Broneske in verantwortlicher Funktion tätig. Danach war er zeitweise bei der Deutschen Umsiedlungs-Treuhand in Berlin beschäftigt. 1941 wurde er mit seiner Familie in Straßburg in Westpreußen angesiedelt. Broneske soll in Berlin versucht haben, bei Heinrich Himmler wegen der Lage seiner bessarabiendeutschen Landsleute vorzusprechen. Im Reich war der frühere auslandsdeutsche Funktionär bei den Nationalsozialisten in Ungnade gefallen. Ursache waren vermutlich seine abweichenden Vorstellungen von der Neuansiedlung der Bessarabiendeutschen. Broneske durfte keinen Kontakt mehr zu seinen Landsleuten pflegen und war an deren Ansiedlung im besetzten Polen nicht beteiligt. Im Herbst 1944 flüchtete Broneskes Familie von Westpreußen ins Sudetenland, während er sich als Kriegsfreiwilliger zur Wehrmacht meldete.

### Westdeutschland
Nach dem Zweiten Weltkrieg hielt sich Broneske zunächst in Ahlden (Aller) auf. Er betätigte sich als Redner und Ratgeber, um seine bessarabiendeutschen Landsleute in der Zeit des Neubeginns zu unterstützen. Er zog 1951 nach Hannover und nahm eine Anstellung beim Hilfskomitee der Evangelisch-lutherischen Kirche aus Bessarabien an. 1958 ging er nach Stuttgart zum Landesausgleichsamt. Dort wirkte er bei der Vermögensbewertung für Heimatvertriebene nach dem Lastenausgleichsgesetz mit. 1966 wurde er pensioniert.
1949 war er Mitbegründer der Landsmannschaft der Bessarabiendeutschen. 1953 wurde er zu ihrem Bundesvorsitzenden gewählt. 1976 schied er aus dem Amt aus.
Sein Grab befindet sich in Botnang unweit seines früheren Wohnsitzes.

## Ehrungen
- Ehrenvorsitzender der Landsmannschaft der Bessarabiendeutschen
- Verdienstorden des Landes Baden-Württemberg (3. Mai 1986)

## Werke
- Deutsches Schicksal in der Fremde, 1976
- Deutschland unsere Heimat, Stuttgart, 1985, hg. vom Fachausschuss Kultur und Schrifttum der Landsmannschaft der Bessarabiendeutschen